# Đại học Sacred Heart
Đại học Sacred Heart là một tin Công giáo La Mã trường đại học ở Fairfield, bang Connecticut. Trường có khoảng 6.023 sinh viên. Nó được thành lập vào năm 1963. Hiệu trưởng hiện tại của trường đại học là John J. Petillo.

## Thể thao
Các đội thể thao của trường đại học được gọi là Những người tiên phong. Họ có 31 đội tuyển, hầu hết đều thi đấu tại Hội nghị Đông Bắc. Đội khúc côn cầu trên băng của nam giới thi đấu tại Atlantic Hockey.